# Lyrické drama
Lyrické drama je divadelní žánr či literární žánr, typ dramatu, typický především pro přelom 19. a 20. století. Vnějškově zachovává objektivitu zobrazované skutečnosti, výrazně se však projevují subjektivní postoje autora. Dílo obvykle obsahuje jen málo akčního děje a kauzálního propojení jednotlivých událostí. Postavy jsou často málo vyhraněné a slouží k ilustraci určité interpretace světa. Lyrické drama má blízko k žánru dramatické grotesky, od které se však liší důrazem na krásu, harmonii a pocit libosti.

## Charakteristika
Lyrické drama je popisováno jako dramatická obdoba literárního naturismu, neboť jeho úkolem nemá být realistické zpodobnění skutečnosti, nýbrž „předvedení konfliktu idejí“. Oproti doslovnosti preferuje náznaky, zkratky, nedořečenost a vyvozování z podtextu. Významnou roli získala příroda a její vliv na protagonisty – zobrazována je řeka, les, atmosféra jarního dne či letní noci. Ústředním tématem se stal milostný cit, především pak jeho počátek, okouzlení a zamilování.
U českých lyrických dramat počátku 20. století je jednotícím prvkem také polarita mezi všedností, klidem a každodenností na jedné straně a pohybem, vzrušením a vypjatým emocionálním zážitkem na straně druhé. Tato protikladnost je zajišťována napětím mezi stabilním, hierarchicky uspořádaným, zdánlivě idylickým místem (vila, zámeček, poklidný byt) a místem, odkud přichází aktivita (velkoměsto), popřípadě napětím mezi konzervativními postavami rodičů či kněží a neklidnými postavami mladých anarchistů, hereček či spisovatelů.

## Významná díla
Podle názoru Karla Čapka byl autorem, který započal moderní éru lyrického dramatu, Maurice de Faramond. Ve Francii patřil k významným tvůrcům také Émile Zola, který v roce 1893 do žánru lyrického dramatu přepracoval svou novelu Útok na mlýn. Uvést je možné rovněž Zolovu divadelní hru Messidor (1897).
K předchůdcům českého lyrického dramatu patřil náladový dramatický impresionismus Jaroslava Kvapila, autora pohádkové hry Princezna Pampeliška (1897) či dramatu Oblaka (1903).  Lyrické drama v pravém slova smyslu pak tvořil především Fráňa Šrámek, přičemž zárodek byla již jednoaktovka Červen (1905). Šrámkova hra Léto (1915) spojila letní kouzlo s erotikou a idylickým prostředím fary na venkově, zatímco pozdější Měsíc nad řekou (1922) naopak konfrontuje milostné kouzlo s touhou po poklidné existenci. Mezi další vrcholné představitele českého lyrického dramatu pak patřil právě Karel Čapek se svou divadelní hrou Loupežník (1920), ve kterém se bezstarostnost mládí utkává se zodpovědností a starostlivostí zralejšího věku. Někdy bývá jmenována také Nezvalova Smrt v květnu (1920). Na přelomu 50. a 60. let navázala na tradici českého lyrického dramatu poválečná avantgarda se svou drobnější tvorbou a rovněž František Hrubín, a to zejména hrou Srpnová neděle (1958).
Do ruské literatury vnesl lyrické drama Anton Pavlovič Čechov, jeho první hrou tohoto typu se stal Racek (1896). K lyrickým dramatům patří též raná tvorba Alexandra Bloka, hry Panoptikum (1906) a Neznámá (1907). V japonském prostředí bývá za obdobu lyrického dramatu označováno klasické hudební drama nó.